# Инвентаризация лебедей
Инвентаризация лебедей (англ. Swan Upping) — традиционная ежегодная инвентаризация лебедей-шипунов на Темзе.

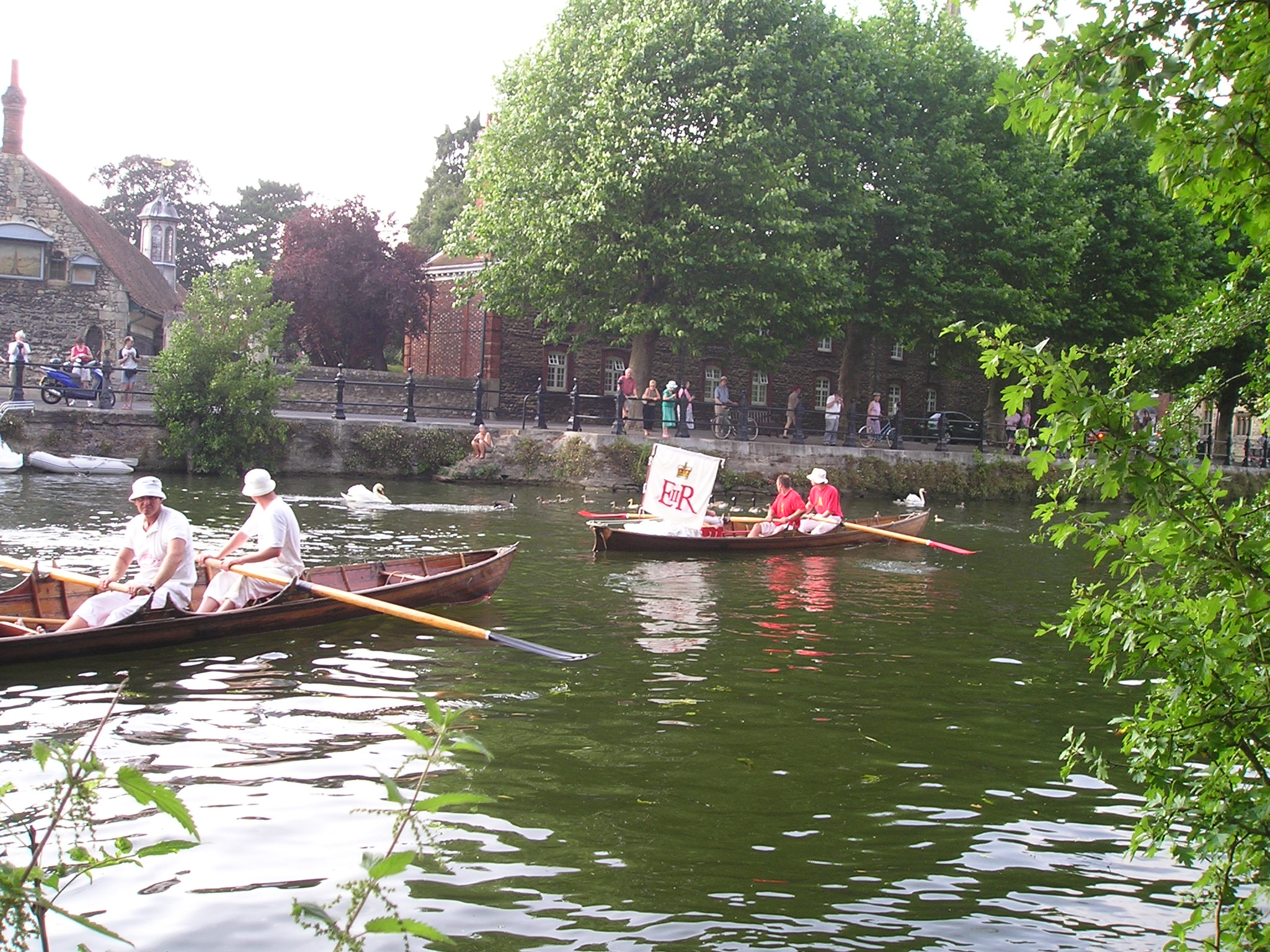
Королевские инвентаризаторы лебедей

Монарху Великобритании по традиции принадлежат все дикие лебеди в стране. С XII века существует обычай ежегодно пересчитывать королевских лебедей на Темзе и её притоках. В то время лебеди были обычной едой на королевском столе. С XV века монарх также предоставил права на лебедей двум ливрейным компаниям Лондонского Сити — ливрейной компании виноторговцев и ливрейной компании красильщиков. 
Процедура инвентаризации происходит в третью неделю июля. Королевские инвентаризаторы лебедей (Swan Uppers), а также инвентаризаторы ливрейных компаний виноделов и красильщиков, плывут по реке на лодках, отлавливают и кольцуют лебедей. Птенцов измеряют и взвешивают.
В июле 2009 года Елизавета II стала первым монархом за несколько веков, который лично присутствовал при этой процедуре.
В 2012 году в связи с дождевым паводком инвентаризация лебедей проводилась лишь на части реки. Это случилось впервые.